# Double Nickels on the Dime
Double Nickels on the Dime — третий альбом американского панк-рок-трио Minutemen, изданный Калифорнийским независимым лейблом звукозаписи SST Records в 1984 году. Данный двойной альбом содержит в себе 45 песен; Double Nickels on the Dime совмещает элементы панк-рока, фанк-музыки, кантри, споукен-ворда и джаза, и ссылается на различные темы, от Вьетнамской войны и расизма в Америке до опыта рабочего класса и языкознания.
После записи нового материала, каждый участник группы выбирал песни для разных сторон двойного альбома; четвёртую сторону назвали «Chaff». Несколько песен Double Nickels on the Dime были переданы/вдохновлены ровесниками группы, такими как Black Flag Генри Роллинза и Saccharine Trust Джека Брюера.
Double Nickels on the Dime считается не только венцом успеха Minutemen, но и, по мнению критика Марка Деминга, «одним из лучших американских рок-альбомов 1980-х». Альбом попал во многие профессиональные списки лучших рок-альбомов всех времён, включая «500 величайших альбомов всех времён по версии журнала Rolling Stone». Slant Magazine присвоили альбому 77 место в их списке «Лучших альбомов 1980-х».

## Предыстория
Minutemen были сформированы в 1980 году гитаристом Д. Буном и басистом Майком Уоттом, которые оба были родом из Сан-Педро, штат Калифорния. После того, как их предыдущая группа The Reactionaries распалась в 1979 году, они продолжали вместе записывать новый материал и через год сформировали новую группу с барабанщиком Фрэнком Тонче. Minutemen присоединились к Калифорнийскому независимому лейблу звукозаписи SST Records после их второго концерта. Джордж Харли, бывший барабанщик The Reactionaries, вскоре заменил Тонче на ударных. Minutemen были известны на Калифорнийской панк-сцене благодаря своей философии «jamming econo»; чувство экономности отражалось в их гастролях и выступлениях. Вскоре они издали множество записей через SST и свой собственный лейбл New Alliance Records, пока гастролировали с такими хардкор-панк-группами, как Black Flag и Hüsker Dü.
В январе 1983 года бывший клавишник Blue Cheer и местный продюсер Итан Джеймс попросил Minutemen принять участие в работе над Radio Tokyo Tapes, сборником, названным в честь калифорнийской студии, в которой работал Джеймс. Группа дала согласие и написала три песни для сборника, Джеймс записал их бесплатно. Эти три и ещё пять других песен, записанных в мае 1983 года на общую сумму 50 долларов, были изданы на их мини-альбоме того же года Buzz or Howl Under the Influence of Heat. Ранее группе доводилось работать только с продюсером SST Гленом Локеттом. Тем не менее, они были настолько впечатлены сотрудничеством, что пригласили Джеймса для записи их следующего полноформатного альбома; Позже Уотт прокомментировал: «Хотя Итан и не слишком хорошо знал нас, но обратился к нам прямо.» После своего европейского турне в середине 1983 года вместе с Black Flag, Minutemen отправились в Radio Tokyo Studios в ноябре, чтобы записать свой следующий студийный альбом.

## Запись альбома
Сперва Minutemen вместе с Джеймсом в ноябре 1983 года записали «ценную часть альбома» в Radio Tokyo Studios. Однако, услышав двойной альбом Zen Arcade коллег по лейблу Hüsker Dü, который был записан месяцем ранее, Minutemen решили записать побольше материала. Позже Уотт прокомментировал: «Это, на самом-то деле, даже не было соревнованием. Когда я написал 'Получайте, Hüskers!» в [буклете альбома], это было моим признанием в том, что они дали нам идею записать двойной альбом". В отличие от альбома Hüsker Dü Zen Arcade, Minutemen не имели объединяющей концепции, но вскоре они решили, что их автомобили могли бы стать концепцией альбома.
Группа написала чуть ли не больше двух дюжин песен для второй записи с Джеймсом в апреле 1984 года. Затем Double Nickels on the Dime был смикширован на восьмидорожечном сингле за одну ночь Джеймсом и это стоило группе 1,100 долларов. Несколько песен альбома были записаны в другом месте; записанный в студии кавер на песню Creedence Clearwater Revival «Don’t Look Now» был заменён концертной версией, и, по словам Уотта, «Love Dance» был записан в Dischord-доме Иэна Маккея.
Для секвенирования группа решила, что каждому участнику группы будет отведена определённая часть записи; аранжировка группы вдохновлена двойным альбомом Pink Floyd Ummagumma 1969 года. Участники группы тянули жребий, чтобы выбрать песни; Харли выиграл и решил выбрать свою сольную песню «You Need the Glory», а дальше следовали Бун и Уотт. Четвёртая сторона альбома была названа «Side Chaff», в признание того, что песни, присутствующие на этой стороне были неиспользованным остатком.

## Музыка
В документальной фильме We Jam Econo: The Story of The Minutemen Уотт упоминает альбом как художественную запись группы. Стили написания песен Буна и Уотта на Double Nickels on the Dime контрастируют. Бун, как правило, писал торжественные песни группы и зачастую изучал более широкие политические проблемы. «This Ain’t No Picnic» является примером его подхода. Исследуя расизм и борьбу рабочего класса, одновременно с серьёзностью и юмором он сочинил песню после того, как его начальник не позволил ему слушать джазовую и соул-музыку по радио на своей повседневной работе, утверждая, что это «ниггерское дерьмо».
Уотт предпочитал запутанные и абстрактные лирические темы, например, такие песни, как «The Glory Of Man» и «My Heart and the Real World». Под влиянием романа Джеймса Джойса Улисс (трек «June 16th») и литературного приёма потока сознания в целом, лирика Уотта зачастую была сложной и философской. На «Take 5, D.» Бун почувствовал, что лирика была «слишком чудной». Уотт согласился переписать песню, добавив: «Нет ничего более реалистичного.» Он нашёл новый набор текстов: записка от домовладелицы друга о протекающем душе.
Double Nickels on the Dime содержит несколько скрытых шуток, которые были не замечены аудиторией группы. Позже Уотт сделал замечание: «Никто не знал о чём, чёрт возьми, мы говорили. Мы объясняли это людям и они говорили: 'Я не понимаю, что в этом смешного?' И мы не могли сказать им, потому что это был весь наш взгляд на рок-н-ролл, наше мировоззрение на музыкальной сцене».

## Название и обложка
Альбом был назван Double Nickels on the Dime в реакцию на песню Сэмми Хагара «I Can't Drive 55», протест против федерального ограничения скорости 55 миль в час на всех автострадах США, действующего в то время. Minutemen решили, что быстрое вождение «это было не так уж дерзко»; Позже Уотт прокомментировал, что «большая бунтарская задумка была в том, чтобы написать свои грёбаные песни и попытаться выступить со своей собственной историей, своей собственной картиной, своей собственной книгой, да чем угодно. Итак, он не мог ехать 55 миль в час, потому что это был национальный предел скорости? Хорошо, мы будем ездить 55 миль в час, но мы сделаем безумную музыку».
Группа проиллюстрировала эту тему на обложке Double Nickels on the Dime, на которой Уотт водит свой Volkswagen Beetle со скоростью ровно 55 миль в час («double nickels» на сленге дальнобойщиков) двигаясь на юг через даунтаун Лос-Анджелеса, где межштатная автомагистраль 10 («The Dime» на сленге дальнобойщиков) встречается с пересечением шоссе Сан-Педро 11/110, также известным как Автострада Харбора, к родному городу группы Сан-Педро, штат Калифорния. «Название означает пятьдесят пять миль в час точь в точь, как будто мы были Осторожным Джонни». Дирк Ванденберг, «приятель/помощник» группы, делал фотографии с заднего сидения машины, когда Уотт проезжал под указателем к Сан-Педро; потребовалось три объезда шоссе и два дня фотографирования, чтобы Minutemen были довольны обложкой. Позже Ванденберг прокомментировал работу над обложкой: «На фотографии Майк [Уотт] хотел увидеть три элемента: естественный отблеск в его глазах, отражённый в зеркале заднего вида, спидометр, прикреплённый точно на скорости 55 миль в час, и, конечно же, знак Сан-Педро ведущий нас домой». Однако, когда обложка была представлена SST, «кто-то испортил обрезку для штамповки и отрезал конец слова Педро».

## Издание альбома
SST Records издал Double Nickels on the Dime на двойном виниле в июле 1984 года. SST отложил выпуск альбома Zen Arcade от Hüsker Dü, так что оба альбома могли быть выпущены одновременно. После издания Double Nickels on the Dime Minutemen почти постоянно гастролировали, чтобы продвинуть свой альбом. В одном туре 1984 года группа дала 57 концертов за 63 дня. В 1984 году альбом был распродан тиражом в пятнадцать тысяч копий, что является приличным числом для группы, которая записывается на инди-лейбле. По данным на 2008 год, Double Nickels on the Dime остаётся самым продаваемым альбомом Minutemen.
Не было выпущено ни одного сингла для рекламирования Double Nickels on the Dime, но SST издали пробоотборный мини-альбом, который был отправлен на радиостанции. Под названием «Wheels of Fortune» отборщик поместил девять «глубоких надрезов» альбома на одну сторону 12-дюймовой пластинки и выделяющуюся гравюру Д. Буна на другой. Группа также выпустила два видео «This Ain't No Picnic» и «Ain't Talkin' 'Bout Love» (кавер на песню Van Halen, к которой в конечном итоге присоединится вышеупомянутый Хагар) в качестве «флаеров». Сделанное за 440 долларов выпускником Калифорнийского университета в Лос-Анджелесе Энтони Джонсоном видео «This Ain’t No Picnic» было первым клипом Minutemen и позже было номинировано на премию MTV. В видео «This Ain’t No Picnic» изображена группа, играющая среди обломков, в то время как истребитель «пилотируемый» Рональдом Рейганом, монтированный из съёмок общественного достояния, обстреливает их. Видео «Ain’t Talkin' 'Bout Love», выпущенное SST в качестве рекламного ролика, было 40-секундной записью живого выступления.
В августе 1987 года Уотт и продюсер Витус Матаре ремастировали Double Nickels on the Dime для издания в формате компакт-диска. Чтобы обеспечить совместимость компакт-диска со всеми проигрывателями, они исключили все автомобильные джемы, кроме написанных Буном, и три песни: «Mr. Robot’s Holy Orders», «Ain't Talkin' 'bout Love» и «Little Man With A Gun In His Hand». Позже Уотт прокомментировал, что ремикс был «ужасным» и «абсолютно хуже, чем микс Итана Джеймса». Уотт вернулся к первоначальной версии для CD-издания Double Nickels on the Dime в 1989 году, но не включил в релиз ранее упущенные песни. В интервью января 2006 года Уотт объявил о своём намерении обсудить полностью обновлённую версию CD-издания Double Nickels on the Dime вместе с владельцем SST Грегом Гинном.

## Отзывы критиков
| Оценки критиков               | Оценки критиков |
| Источник                      | Оценка          |
| ----------------------------- | --------------- |
| AllMusic                      | [ 5 ]           |
| Pitchfork                     | 9.5/10          |
| The Rolling Stone Album Guide | [ 32 ]          |
| Spin Alternative Record Guide | 10/10           |
| The Village Voice             | A−              |

После издания, Double Nickels on the Dime получил большое признание от ряда американских критиков; однако, как региональный независимый лейбл звукозаписи, многие релизы SST не привлекли внимания британских музыкальных журналов. Роберт Палмер из The New York Times назвал альбом «более разнообразным в плане музыки, чем любой из их ранних дисков», добавив, что группа «думает о себе, как о городских глашатаях, обращаясь к своим юным избирателям непосредственно с помощью текстов песен, которые затрагивают образ жизни, который они разделяют, поучая таким ценностям, как терпимость к культурным, расовым и половым различиям». Критик The Village Voice Роберт Кристгау описал Буна, как «несколько ограниченного певца», но «адского чтеца с гитарой, которая рифмуется», и отметив, что «эта поэзия с джазом такова, какая она всегда должна была быть». Позже Кристгау сказал, что он недооценил альбом после их первоначального издания. По итогам голосования критиков, Double Nickels on the Dime занял 14 место в издании Pazz & Jop в конце года. Просматривая альбом в феврале 1985 года для Rolling Stone, Дэвид Фрике наградил альбом тремя с половиной звёздами и высоко оценил технику Буна, заявив: «Телеграфные запинки и почти научная костлявость гитариста-вокалиста Д. Буна гармонирует с головокружительными соло, усиливающими джазовые тангенсы, которые он осмеливается брать», но «лучшие моменты Double Nickels on the Dime уходят слишком быстро».
Более поздние отзывы также были положительными: Марк Деминг из AllMusic описал Double Nickels on the Dime как «квантовый прыжок в величие» для Minutemen, назвав альбом «полным поразительных моментов, которые сливаются в поистине замечательное одно целое» и присудив альбому целых пять звёзд. Журналист Майкл Азеррад, профилирующий Minutemen в своей книге Our Band Could Be Your Life (названо в честь первой строчки песни «History Lesson — Part II»), назвал Double Nickels on the Dime «одним из величайших достижений инди-эпохи» и описал альбом как «образец левого [в плане политики] Уитмена, движущиеся автобиографические виньетки и резкий звенящий звук скрученных струн Бифхарта». Несколько публикаций повысили рейтинг альбома за годы после его выпуска; Rolling Stone пересмотрели Double Nickels on the Dime для Album Guide в 2004 году и дали альбому классические полные пять звёзд.
Хотя Double Nickels on the Dime и не был коммерчески успешным, он отметил точку, в которой многие панк-группы начинали игнорировать стилистические ограничения хардкор-сцены. Согласно словам автора American Hardcore: A Tribal History Стивена Блаша, Double Nickels on the Dime вместе с Zen Arcade были «либо вершиной либо же падением чистой хардкор-сцены». Позже Уотт прокомментировал, что Double Nickels on the Dime был «самым лучшим альбомом, на котором я когда-либо играл».

## Награды
Альбом был включён в книгу 1001 Albums You Must Hear Before You Die. Ниже приведены дополнительные награды, приписываемые Double Nickels on the Dime, взятые из AcclaimedMusic.net.
| Журнал        | Страна | Рейтинг                                          | Год  | Место |
| ------------- | ------ | ------------------------------------------------ | ---- | ----- |
| Blender       | США    | 100 величайших американских альбомов всех времён | 2002 | 83    |
| Pitchfork     | США    | 100 альбомов 1980-х                              | 2006 | 17    |
| Rolling Stone | США    | 500 величайших альбомов всех времён              | 2004 | 411   |
| Rolling Stone | США    | 200 неотъемлемых рок-записей                     |      | *     |
| Rolling Stone | США    | 40 величайших панк-альбомов всех времён          | 2016 | 7     |

* обозначает неупорядоченные списки.

## Список композиций

### Оригинальное винил-издание
| №                   | Название | Автор(ы)            | Длительность |
| ------------------- | --- | ------------------- | ------------ |
| 1.                  | «Anxious Mo-Fo»                                                                                                  | Д. Бун, Майк Уотт   | 1:19         |
| 2.                  | «Theatre Is the Life of You»                                                                                     | Бун, Уотт           | 1:30         |
| 3.                  | «Viet Nam» | Бун                 | 1:27         |
| 4.                  | «Cohesion» | Бун                 | 1:55         |
| 5.                  | «It's Expected I'm Gone»                                                                                         | Уотт                | 2:04         |
| 6.                  | «#1 Hit Song» | Бун, Джордж Хёрли   | 1:47         |
| 7.                  | «Two Beads at the End»                                                                                           | Бун, Хёрли          | 1:52         |
| 8.                  | «Do You Want New Wave or Do You Want the Truth?»                                                                 | Уотт                | 1:49         |
| 9.                  | «Don't Look Now» (концертная запись; кавер на песню Creedence Clearwater Revival; убран из CD-издания 1987 года) | Джон Фогерти        | 1:46         |
| 10.                 | «Shit from an Old Notebook»                                                                                      | Бун, Уотт           | 1:35         |
| 11.                 | «Nature Without Man»                                                                                             | Чак Дуковски, Бун   | 1:45         |
| 12.                 | «One Reporter's Opinion»                                                                                         | Уотт                | 1:50         |
| Общая длительность: | Общая длительность:                                                                                              | Общая длительность: | 20:37        |

| №                   | Название                                     | Автор(ы)                                         | Длительность |
| ------------------- | -------------------------------------------- | ------------------------------------------------ | ------------ |
| 1.                  | «Political Song for Michael Jackson to Sing» | Уотт                                             | 1:33         |
| 2.                  | «Maybe Partying Will Help»                   | Бун, Уотт                                        | 1:56         |
| 3.                  | «Toadies»                                    | Уотт                                             | 1:38         |
| 4.                  | «Retreat»                                    | Уотт                                             | 2:01         |
| 5.                  | «The Big Foist»                              | Уотт                                             | 1:29         |
| 6.                  | «God Bows to Math»                           | Джек Брюер, Уотт                                 | 1:15         |
| 7.                  | «Corona»                                     | Бун                                              | 2:24         |
| 8.                  | «The Glory of Man»                           | Уотт                                             | 2:55         |
| 9.                  | «Take 5, D.»                                 | Джо Байза, Джон Рокноуски, Дирк Ванденберг, Уотт | 1:40         |
| 10.                 | «My Heart and the Real World»                | Уотт                                             | 1:05         |
| 11.                 | «History Lesson – Part II»                   | Уотт                                             | 2:10         |
| Общая длительность: | Общая длительность:                          | Общая длительность:                              | 20:06        |

| №                   | Название                                             | Автор(ы)            | Длительность |
| ------------------- | ---------------------------------------------------- | ------------------- | ------------ |
| 1.                  | «You Need the Glory»                                 | Хёрли               | 2:01         |
| 2.                  | «The Roar of the Masses Could Be Farts»              | Ванденберг, Уотт    | 1:20         |
| 3.                  | «Mr. Robot's Holy Orders» (убран из всех CD-изданий) | Хёрли               | 3:05         |
| 4.                  | «West Germany»                                       | Бун                 | 1:48         |
| 5.                  | «The Politics of Time»                               | Уотт                | 1:10         |
| 6.                  | «Themselves»                                         | Бун                 | 1:17         |
| 7.                  | «Please Don't Be Gentle with Me»                     | Джек Брюер, Уотт    | 0:46         |
| 8.                  | «Nothing Indeed»                                     | Хёрли, Уотт         | 1:21         |
| 9.                  | «No Exchange»                                        | Хёрли, Уотт         | 1:50         |
| 10.                 | «There Ain't Shit on T.V. Tonight»                   | Хёрли, Уотт         | 1:34         |
| 11.                 | «This Ain't No Picnic»                               | Бун                 | 1:56         |
| 12.                 | «Spillage»                                           | Уотт                | 1:51         |
| Общая длительность: | Общая длительность:                                  | Общая длительность: | 19:59        |

| №                   | Название                                                                        | Автор(ы)                                                    | Длительность |
| ------------------- | ------------------------------------------------------------------------------- | ----------------------------------------------------------- | ------------ |
| 1.                  | «Untitled Song for Latin America»                                               | Бун                                                         | 2:03         |
| 2.                  | «Jesus and Tequila»                                                             | Бун, Джо Кардуччи                                           | 2:52         |
| 3.                  | «June 16th»                                                                     | Уотт                                                        | 1:48         |
| 4.                  | «Storm in My House»                                                             | Бун, Генри Роллинз                                          | 1:57         |
| 5.                  | «Martin's Story»                                                                | Мартин Тамбурович, Уотт                                     | 0:51         |
| 6.                  | «Ain't Talkin' 'bout Love» (кавер на песню Van Halen; убран из всех CD-изданий) | Эдди Ван Хален, Алекс Ван Хален, Дэвид Ли Рот, Майкл Энтони | 0:40         |
| 7.                  | «Dr. Wu» (кавер на песню Steely Dan; убран из CD-издания 1987 года)             | Дональд Фейген, Уолтер Беккер                               | 1:44         |
| 8.                  | «Little Man with a Gun in His Hand» (убран из всех CD-изданий)                  | Бун, Чак Дуковски                                           | 2:53         |
| 9.                  | «The World According to Nouns»                                                  | Уотт                                                        | 2:05         |
| 10.                 | «Love Dance»                                                                    | Бун                                                         | 2:00         |
| Общая длительность: | Общая длительность:                                                             | Общая длительность:                                         | 18:53        |

| №   | Название                                         | Длительность |
| --- | ------------------------------------------------ | ------------ |
| 1.  | «D.'s Car Jam»                                   |              |
| 2.  | «Anxious Mo-Fo»                                  |              |
| 3.  | «Theatre Is the Life of You»                     |              |
| 4.  | «Viet Nam»                                       |              |
| 5.  | «Cohesion»                                       |              |
| 6.  | «It's Expected I'm Gone»                         |              |
| 7.  | «#1 Hit Song»                                    |              |
| 8.  | «Two Beads at the End»                           |              |
| 9.  | «Do You Want New Wave or Do You Want the Truth?» |              |
| 10. | «Shit from an Old Notebook»                      |              |
| 11. | «Nature Without Man»                             |              |
| 12. | «One Reporter's Opinion»                         |              |
| 13. | «Mike's Car Jam»                                 |              |
| 14. | «Political Song for Michael Jackson to Sing»     |              |
| 15. | «Maybe Partying Will Help»                       |              |
| 16. | «Toadies»                                        |              |
| 17. | «Retreat»                                        |              |
| 18. | «The Big Foist»                                  |              |
| 19. | «God Bows to Math»                               |              |
| 20. | «Corona»                                         |              |
| 21. | «The Glory of Man»                               |              |
| 22. | «Take 5, D.»                                     |              |
| 23. | «My Heart and the Real World»                    |              |
| 24. | «History Lesson – Part II»                       |              |
| 25. | «George's Car Jam»                               |              |
| 26. | «You Need the Glory»                             |              |
| 27. | «The Roar of the Masses Could Be Farts»          |              |
| 28. | «West Germany»                                   |              |
| 29. | «The Politics of Time»                           |              |
| 30. | «Themselves»                                     |              |
| 31. | «Please Don't Be Gentle with Me»                 |              |
| 32. | «Nothing Indeed»                                 |              |
| 33. | «No Exchange»                                    |              |
| 34. | «There Ain't Shit on T.V. Tonight»               |              |
| 35. | «This Ain't No Picnic»                           |              |
| 36. | «Spillage»                                       |              |
| 37. | «Three Car Jam»                                  |              |
| 38. | «Untitled Song for Latin America»                |              |
| 39. | «Jesus and Tequila»                              |              |
| 40. | «June 16th»                                      |              |
| 41. | «Storm in My House»                              |              |
| 42. | «Martin's Story»                                 |              |
| 43. | «The World According to Nouns»                   |              |
| 44. | «Love Dance»                                     |              |

| №   | Название                                         | Длительность |
| --- | ------------------------------------------------ | ------------ |
| 1.  | «D.'s Car Jam" / "Anxious Mo-Fo»                 |              |
| 2.  | «Theatre Is the Life of You»                     |              |
| 3.  | «Viet Nam»                                       |              |
| 4.  | «Cohesion»                                       |              |
| 5.  | «It's Expected I'm Gone»                         |              |
| 6.  | «#1 Hit Song»                                    |              |
| 7.  | «Two Beads at the End»                           |              |
| 8.  | «Do You Want New Wave or Do You Want the Truth?» |              |
| 9.  | «Don't Look Now»                                 |              |
| 10. | «Shit from an Old Notebook»                      |              |
| 11. | «Nature Without Man»                             |              |
| 12. | «One Reporter's Opinion»                         |              |
| 13. | «Political Song for Michael Jackson to Sing»     |              |
| 14. | «Maybe Partying Will Help»                       |              |
| 15. | «Toadies»                                        |              |
| 16. | «Retreat»                                        |              |
| 17. | «The Big Foist»                                  |              |
| 18. | «God Bows to Math»                               |              |
| 19. | «Corona»                                         |              |
| 20. | «The Glory of Man»                               |              |
| 21. | «Take 5, D.»                                     |              |
| 22. | «My Heart and the Real World»                    |              |
| 23. | «History Lesson – Part II»                       |              |
| 24. | «You Need the Glory»                             |              |
| 25. | «The Roar of the Masses Could Be Farts»          |              |
| 26. | «West Germany»                                   |              |
| 27. | «The Politics of Time»                           |              |
| 28. | «Themselves»                                     |              |
| 29. | «Please Don't Be Gentle with Me»                 |              |
| 30. | «Nothing Indeed»                                 |              |
| 31. | «No Exchange»                                    |              |
| 32. | «There Ain't Shit on T.V. Tonight»               |              |
| 33. | «This Ain't No Picnic»                           |              |
| 34. | «Spillage»                                       |              |
| 35. | «Untitled Song for Latin America»                |              |
| 36. | «Jesus and Tequila»                              |              |
| 37. | «June 16th»                                      |              |
| 38. | «Storm in My House»                              |              |
| 39. | «Martin's Story»                                 |              |
| 40. | «Dr. Wu»                                         |              |
| 41. | «The World According to Nouns»                   |              |
| 42. | «Love Dance»                                     |              |
| 43. | «Three Car Jam»                                  |              |

### Разница
Чтобы CD-версия была совместима со всеми проигрывателями, из всех CD-изданий были убраны следующие композиции:
«Mr. Robot’s Holy Orders», «Ain’t Talkin' 'bout Love» и «Little Man with a Gun in His Hand». «Don’t Look Now» и «Dr. Wu» были удалены из издания 1987 года, но оба были включены в издание 1989 года. Три из «автомобильных джемов» были включены в издание 1987 года, но были убраны из издания 1989 года.

### Мини-альбом Wheels of Fortune
Односторонняя запись, отправленная на радиостанции для рекламирования Double Nickels on the Dime
1. «Glory of Man»
2. «Nothing Indeed»
3. «Political Song for Michael Jackson to Sing»
4. «History Lesson (Part II)»
5. «Maybe Partying Will Help»
6. «Storm in My House»
7. «Jesus and Tequila»
8. «Don’t Look Now»
9. «Dr. Wu»

## Участники записи
Вся информация взята из CD-издания Double Nickels on the Dime 1989 года:
- Д. Бун[англ.] — вокал, гитара
- Майк Уотт — бас (вокал на «Take 5, D.», «Dr. Wu», и «The Politics of Time»)
- Джордж Хёрли[англ.] — ударные, вокал
- ДЖо Байза[англ.] — гитара на «Take 5, D.»
- Джон Рокноуски — гитара на «Take 5, D.»
- Дирк Ванденберг — гитара на «Take 5, D.»
- Итан Джеймс[англ.] — продюсер и инженер